# Werner von Kalitsch
Werner Richard Detlef von Kalitsch (* 4. April 1851 in Halle (Saale); † 9. Februar 1923 in Magdeburg) war ein preußischer Offizier, ein deutscher Landschafts- und Tier- und Jagdmaler, Gutsherr auf dem Rittergut in Nutha sowie Kammerherr des Herzogs Friedrich I. von Anhalt.

## Leben

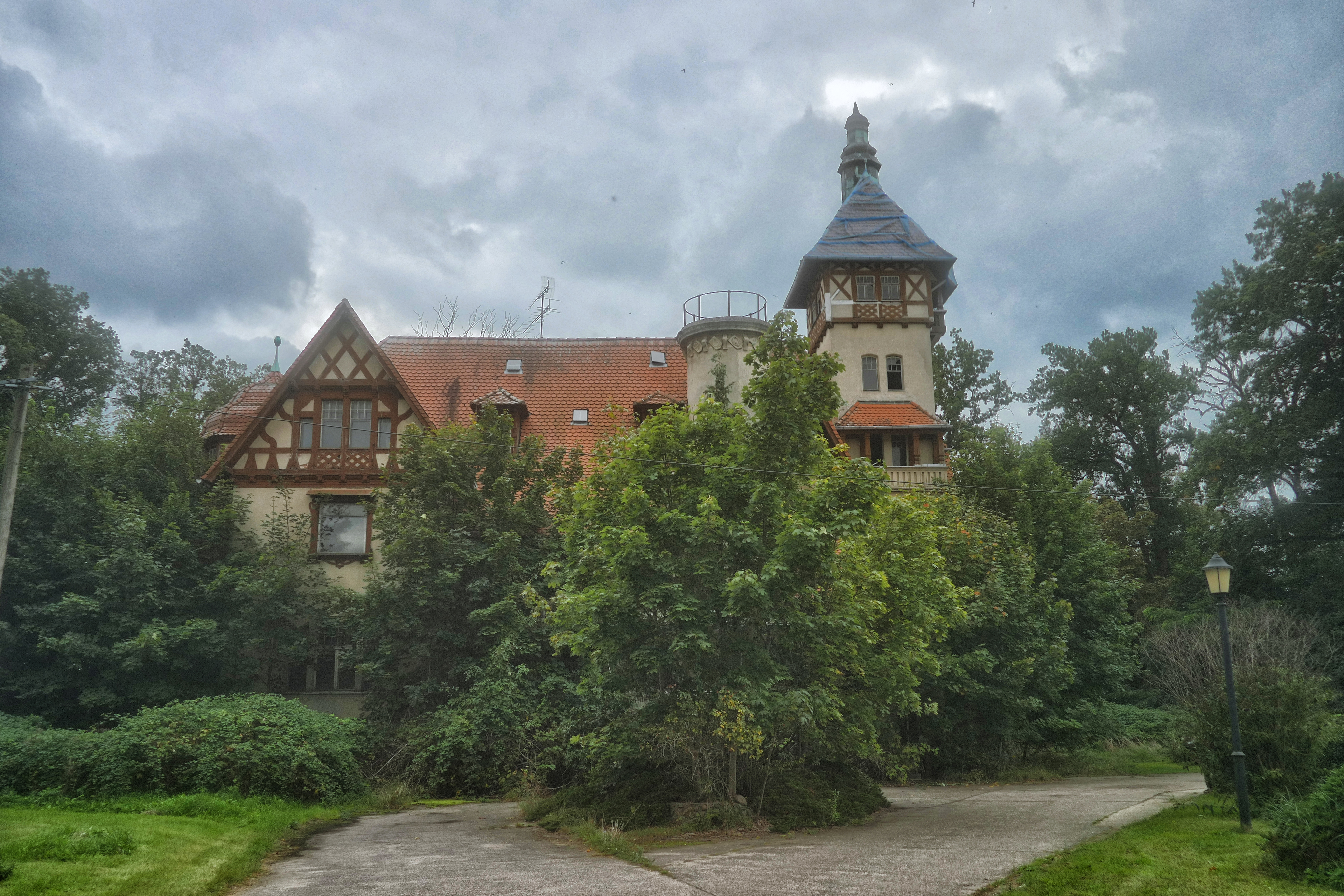
Rittergut bzw. „Villa“ in Nutha

Werner von Kalitsch war der zweite Sohn des preußischen Oberforstmeisters Richard von Kalitsch (1822–1906) und dessen Ehefrau Pauline, geborene von Rauchhaupt (1826–1904).
Kalitsch war Hauptmann a. D. im Garde-Landwehr-Jäger-Bataillon der Preußischen Armee. Er studierte Kunst an der Großherzoglich-Sächsischen Kunstschule Weimar. Als Landschafts-, Tier- und Jagdmaler ließ er sich in Düsseldorf nieder. Am 18. Oktober 1887 heiratete er in Köln Margarete Neven DuMont (1867–1935), die Tochter des Verlegers August Neven und Schwester des Malers August Neven Du Mont. Von Friedrich I. von Anhalt wurde er zum Kammerherrn ernannt, ein Amt, das verschiedene seiner Vorfahren bereits innegehabt hatten. Bis 1894 ließ er als Gutshaus auf Nutha die sogenannte „Villa“ errichten. Am 31. August 1914 adoptierte das kinderlose Ehepaar eine Tochter aus dem Adelsgeschlecht Oppen, Marie von Oppen-Kalitsch (1886–1968), die den Major Thilo von Trotha (1914–1934) heiratete.
Kalitsch stellte seine Bilder 1879, 1880 und 1883 auf der Berliner Akademieausstellung, 1880 auf der Gewerbe- und Kunstausstellung Düsseldorf aus.